# Energía solar híbrida

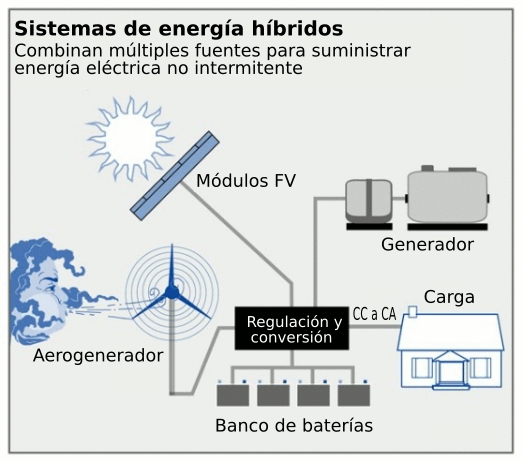
Sistema híbrido solar y de viento

Un sistema de energía solar híbrida es un sistema que combina energía solar usando un sistema fotovoltaico con otra fuente de energía. Un ejemplo común es un sistema híbrido diésel fotovoltaico, combinando la energía fotovoltaica (PV) con generadores de diésel.
Otro sistema es el sistema híbrido de viento y solar. La combinación de fuentes de viento y solar PV tiene la ventaja que las dos fuentes se complementan porque los momentos de operación pico de cada sistema ocurren a diferentes momentos del día o del año. La generación energética de tal sistema mixto es por lo tanto más constante y fluctúa menos que cada uno de los dos subsistemas componentes.

## Galería

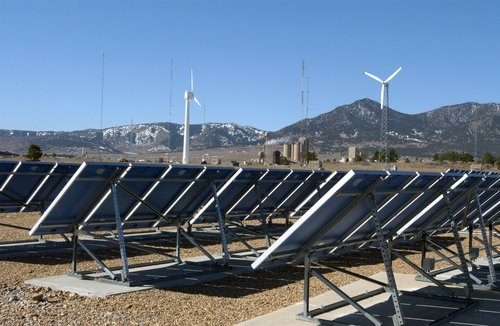
Sistema híbrido eólico-solar.
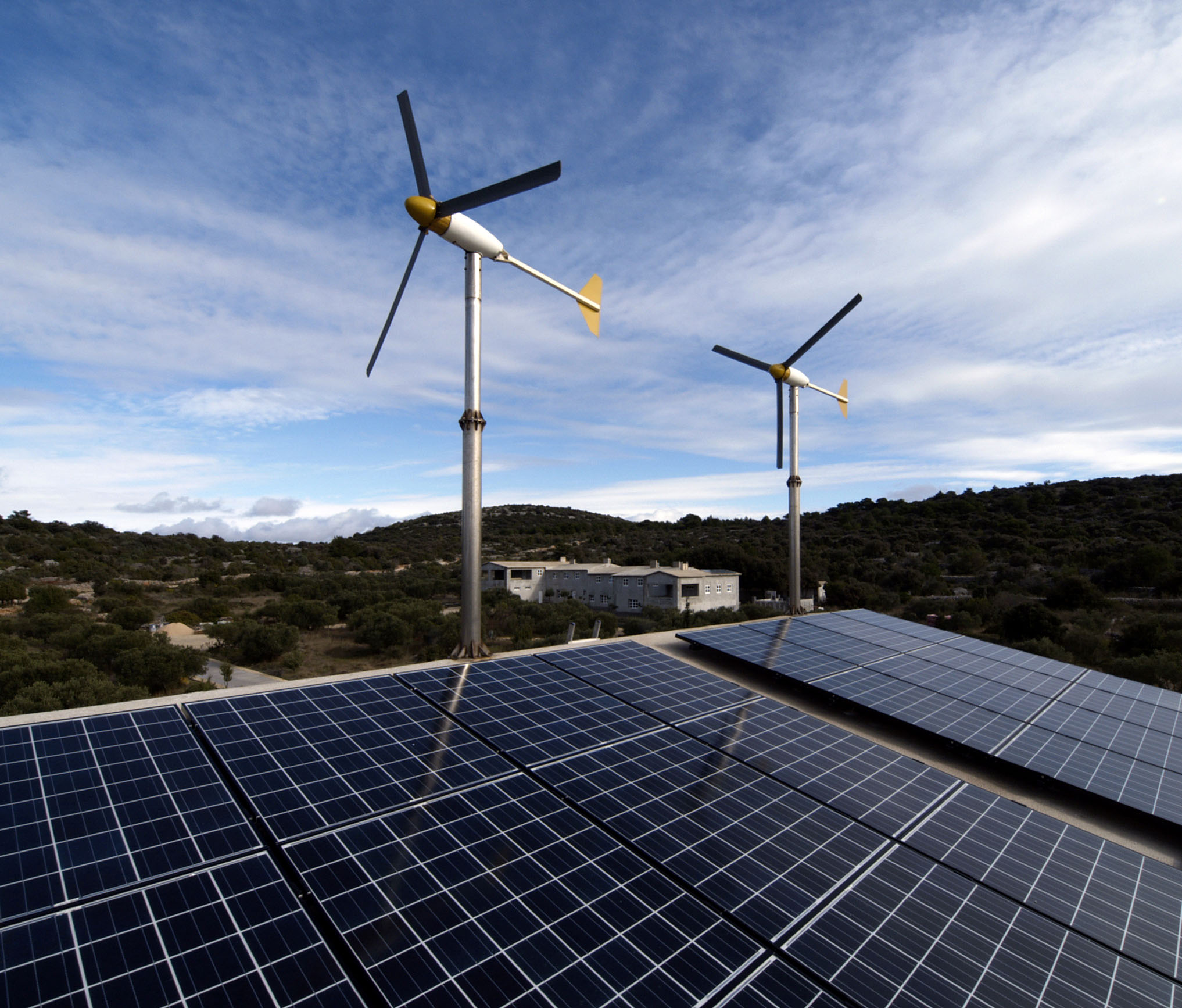
Sistema híbrido en Žirje, Croacia.
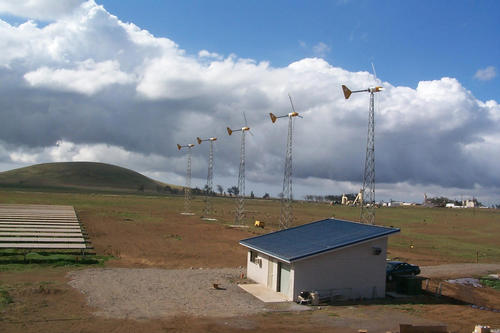
Sistema híbrido eólico-solar de pequeña escala.